# سیارک ۵۴۶۹۳
سیارک ۵۴۶۹۳ (به انگلیسی: 54693 Garymyers، نامگذاری:2001FM6) پنجاه و چهار هزار و ششصد و نود و سومین سیارک کشف شده‌است که در ۱۹ مارس ۲۰۰۱ کشف شد.